# Манастир Влатадон
Манастир Влатадон (грч. Μονη Βλαταδων) је православни манастир Цариградске патријаршије, који се налази у близини старих градских зидина у Солуну. 1988. године укључен је у листу светске културне баштине УНЕСКО.
Оснивачи манастира су били браћа Доротеј и Марко Влатади, ученици светог Григорија Паламе. Посвећен је Преображењу, што се повезује са теолошком теоријом о нествореној светлости Преображења светог Григорија.
Манастриски храм је грађен у периоду од 1351.-1354. године. Значајну подршку за изградњу храма пружила је царица Ана Савојска, која се доселила у Солун после смрти мужа, Андроника III Палеолога.
Унутрашњост цркве је украшена фрескама у периоду од 1360.-1380. године. Када су Турци први пут заузели Солун 1387. црква је претворена у џамију, након заузимања Солуна други пут 1430. наставила је да функционише као православни манастирски објект за све време турске владавине.
Током 16. века манастир је добио привилегије од патријарха Јосифа II и Јеремије II као патријаршијски метох. 1633. године цариградски патријарх Кирил Лукарис придодао га је метоху манастира Ивирон на Светој Гори, али је 1648. патријарх Јоаникије III вратио статус манастира.
Манастирски храм је тешко оштећен у земљотресу 1978. године, а касније је обновљен. Најстарији делови су: Капела Светих апостола Петра и Павла, купола и унутрашњи јужни зид храма. Манастир поседује велику колекцију византијских икона.
Манастир је данас познат по Патријаршијској установи Светоотачких Истраживања, која је основана 1965. од стране патријарха Атинагоре и представља Теолошки научни завод Цариградске патријаршије са значајном библиотеком. Током радова на обнови 1983. године, откривене фреске из 11. века.